# Kodai Yamauchi
Kodai Yamauchi (japanisch 山内 康太 Yamauchi Kodai; * 5. November 1999 in Minami-Alps, Präfektur Yamanashi) ist ein japanischer Fußballspieler.

## Karriere
Kodai Yamauchi erlernte das Fußballspielen in der Jugendmannschaft von Ventforet Kofu sowie in der Universitätsmannschaft der Nihon-Universität. Von Mitte September 2021 bis Saisonende wurde er von der Universität an seinen Jugendverein Ventforet Kofu ausgeliehen. Der Verein aus Kōfu spielte in der zweiten japanischen Liga. Während der Ausleihe kam er in der zweiten Liga nicht zum Einsatz. Nach der Ausleihe wurde Yamauchi im Februar 2022 fest von Ventforet unter Vertrag genommen. In seiner ersten Profisaison kam er für den Zweitligisten nicht zum Einsatz. Sein Zweitligadebüt gab Kodai Yamauchi am 29. Juli 2023 (28. Spieltag) im Auswärtsspiel gegen den Tochigi SC. Bei der 3:0-Niederlage stand er in der Startelf und spielte die kompletten 90 Minuten. Nach neun Ligaspielen wechselte er im Februar 2025 auf Leihbasis zum Drittligisten Kagoshima United FC.